# فيكرام باتل
فيكرام باتل (بالإنجليزية: Vikram Patel)‏ هو طبيب نفسي هندي، ولد في 5 مايو 1964 في مومباي في الهند.